# Дивьявадана
Дивьявадана (санскр. - "Божественные повествования") — санскритская антология буддийских рассказов в жанре «авадана», многие из которых берут свое начало в канонических текстах винаи буддийской школы Муласарвастивада.
Датируется предположительно II веком нашей эры.
Эти древние рассказы могут быть отнесены к одним из первых когда-либо записанных буддийских текстов, но данный сборник не был канонизирован до XVII века.
Обычно в рассказах Будда объясняет группе учеников, как конкретный человек в результате действий в предыдущей жизни пришёл к тому или иному кармическому результату в нынешнем существовании. Преобладающая тема — выдающиеся заслуги (IAST: puṇya, санскр.), полученные от подношений пробуждённым существам или ступам и иным святым местам, связанным с Буддой, и несущим частицу святости Будды.

## Содержание
Антология содержит 38 историй в жанре аваданы, в том числе известную "Ашокавадану" («Легенда об Ашоке»), переведённую на английский язык Джоном Стронгом.
Коллекция известна на Западе с самого начала буддистских исследований, когда она была включена в «Историю индийского буддизма» Эжена Бюрнуфа (1844 г.) Первое западное издание санскритского текста было опубликовано в 1886 году Эдвардом Байлсом Коуэллом и Р. А. Нилом. Санскритский текст был заново отредактирован П. Л. Вайдья в 1959 г..
"Сахасодгата-авадана" в первых абзацах описывает наставления Будды по созданию бхавачакры (санскр. - колеса жизни).
"Рудраяна-авадана" объясняет, как Будда дал царю Рудраяне первое описание бхавачакры. Согласно этой истории, во времена Будды царь Рудраяна (он же Царь Удайана) преподнёс в дар королю Магадхи Бимбисаре платье, украшенное драгоценностями. Царь Бимбисара был обеспокоен тем, что у него нет ничего равноценного, что можно было бы предложить взамен. Бимбисара пошёл к Будде за советом. Будда объяснил ему, как сделать первый рисунок бхавачакры и посоветовал отправить этот рисунок Рудраяне. Согласно легенде,  изучая этот рисунок,  Рудраяна достиг Пробуждения.
1. Koṭikarṇa-avadāna
2. Pūrṇa-avadāna
3. Maitreya-avadāna
4. Brāhmaṇadārikā-avadāna
5. Stutibrāhmaṇa-avadāna
6. Indrabrāhmaṇa-avadāna
7. Nagarāvalambikā-avadāna
8. Supriya-avadāna
9. Meṇḍhakagṛhapativibhūti-pariccheda
10. Meṇḍhaka-avadāna
11. Aśokavarṇa-avadāna
12. Prātihārya-sūtra (Чудеса в Шравасти)
13. Svāgata-avadāna
14. Sūkarika-avadāna
15. Cakravartivyākṛta-avadāna
16. Śukapotaka-avadāna
17. Māndhātā-avadāna
18. Dharmaruci-avadāna
19. Jyotiṣka-avadāna
20. Kanakavarṇa-avadāna
21. Sahasodgata-avadāna
22. Candraprabhabodhisattvacaryā-avadāna
23. Saṅgharakṣita-avadāna
24. Nāgakumāra-avadāna
25. Saṅgharakṣita-avadāna
26. Pāṃśupradāna-avadāna
27. Kunāla-avadāna
28. Vītaśoka-avadāna
29. Aśoka-avadāna
30. Sudhanakumāra-avadana
31. Toyikāmaha-avadāna
32. Rūpāvatī-avadāna
33. Śārdūlakarṇa-avadāna
34. Dānādhikaraṇa-mahāyānasūtra
35. Cūḍāpakṣa-avadāna
36. Mākandika-avadāna
37. Rudrāyaṇa-avadāna
38. Maitrakanyaka-avadāna

## Публикации
Полный перевод на русский язык отсутствуют. В 1983 году были опубликованы в самиздате отрывки из "Дивьяаваданы".
Книга неоднократно переводилась на английский:
- The Нeavenly Еxploits (англ.) / Joel Tatelman. — New York: New York University Press, 2005. — ISBN 0-8147-8288-4. — перевод рассказов 1, 2, 30 и 36 с оригинальным санскритским текстом.
- Divine storie: Divyāvadāna (англ.) / Rotman A. — Boston: Wisdom Publications, 2008. — Vol. 1. — ISBN 978-0-86171-295-3. — перевод первых 17 рассказов.
- Divine stories: Divyāvadāna (англ.) / Rotman A. — Boston: Wisdom Publications, 2017. — Vol. 2. — 2 v с. — ISBN 0-86171-295-1. —  перевод рассказов 18—25, 31, 32 и 34—37.